# Canada AM
Canada AM est une émission de télévision matinale canadienne anglophone diffusée depuis le 11 septembre 1972 sur le réseau de télévision CTV. Émission d'information, elle est animée par Beverly Thomson (en) et Marci Ien, ainsi que Jeff Hutcheson (en) à la présentation du sport et de la météo. Le programme est diffusé quotidiennement en semaine, et est tourné dans les studios 9 Channel Nine Court (en) de CTV.
L'émission est diffusée dans l'Est canadien, dont l'ensemble des stations owned-and-operated, c'est-à-dire « détenues et exploitées », de CTV. Elle l'est également sur la station affiliée CITL-DT située à Lloydminster, ainsi que sur la station indépendante CJON-DT (NTV) émettant à Saint-Jean, à Terre-Neuve-et-Labrador. Canada AM était à l'origine également diffusée dans l'Ouest canadien, via les stations owned-and-operated de CTV de l'Ouest, jusqu'au lancement en automne 2011 de leur propre matinale locale intitulée CTV Morning Live.

## Historique
La première matinale du réseau de télévision canadien CTV date de 1966, année de lancement de Bright and Early. Elle est alors présentée par Jim Fleming, futur député libéral au Parlement du Canada. L'émission est pourtant déprogrammée l'année suivante.
C'est sous l'impulsion de Ray Peters, directeur de la station affiliée de Vancouver CHAN-DT, qu'est relancée l'idée d'une matinale sur CTV. Ray Peters, grand admirateur du Today Show du réseau américain NBC, veut reprogrammer une matinale afin de concurrencer les réseaux américains.